# تپه گله چاه
تپه گله چاه مربوط به سده‌های ۴ تا ۶ ه.ق است و در شهرستان زابل، بخش میانکنگی، دهستان قرقری، ۸۰۰ متری غرب روستای گله چاه واقع شده و این اثر در تاریخ ۲ مرداد ۱۳۸۷ با شمارهٔ ثبت ۲۳۱۳۶ به‌عنوان یکی از آثار ملی ایران به ثبت رسیده است.